# 三見站
三見站（日语：／ Sammi eki */?）是位於山口縣萩市大字三見，屬於西日本旅客鐵道（JR西日本）的山陰本線車站。本站周邊的住宅較密集，而使用本站的乘客主要為前往長門市方向的學生。

## 歷史
- 1925年（大正14年）4月3日 - 國有鐵道美禰線長門三隅站至萩站之間開業，此站啟用。為客運和貨運車站。
  - 當時車站地址為山口縣阿武郡三見村（日语：三見村）片田。
- 1933年（昭和8年）2月24日 - 包含此站在內，部分美禰線編入至山陰本線，成為山陰本線車站。
- 1955年（昭和30年）3月1日 - 三見村編入至萩市（第一次），車站地址為山口縣萩市大字三見字片田。
- 1963年（昭和38年）2月1日 - 終止貨物起卸業務。
- 1987年（昭和62年）4月1日 - 伴隨國鐵分割民營化，車站由西日本旅客鐵道（JR西日本）營運。
- 2005年（平成17年）3月6日 - 隨著萩市（第二次）成立，車站地址為現時位置。
- 2013年（平成25年）7月28日 - 發生暴雨（日语：平成25年7月28日の島根県と山口県の大雨），包含此站在內，益田站至長門市站之間暫停服務。（包含此站在內，奈古站至長門市站之間在同年8月4日重開。）

## 車站構造
本站是地面車站，設有2面2線的相對式月台和交會設備。本站的站房位於下行月台側，月台之間透過跨線橋連接。月台建在彎位上，上行月台一邊設有斜道出入口，在海邊月台設有出入口。本站是由長門鐵道部負責管理的無人車站。

### 月台
| 月台              | 路線      | 上下行 | 方向             |
| ----------------- | --------- | ------ | ---------------- |
| 車站大樓對面（1） | ■山陰本線 | 上行   | 東萩、益田方向   |
| 車站大樓旁邊（2） | ■山陰本線 | 下行   | 長門市、下關方向 |

※在旅客資訊上不會使用月台編號，只會在列車運輸指令上使用。

## 使用狀況
以下為近年1日平均乘車人次列表：
| 乘車人次變化 | 乘車人次變化    |
| 年度         | 1日平均乘車人次 |
| ------------ | --------------- |
| 1999         | 100             |
| 2000         | 97              |
| 2001         | 82              |
| 2002         | 72              |
| 2003         | 65              |
| 2004         | 59              |
| 2005         | 56              |
| 2006         | 43              |
| 2007         | 45              |
| 2008         | 41              |
| 2009         | 41              |
| 2010         | 41              |
| 2011         | 43              |
| 2012         | 45              |
| 2013         | 40              |
| 2014         | 36              |
| 2015         | 24              |
| 2016         | 28              |
| 2017         | 19              |
| 2018         | 22              |

## 車站周邊
- 萩市政廳 三見出張所
- 三見漁港
- 萩市立三見中學
- 萩市立三見小學
- 眼鏡橋

## 相鄰車站
西日本旅客鐵道
■山陰本線
玉江－三見－飯井

## 注腳
1. ↑  山口縣統計年鑑

## 外部連結
- 三見｜車站資訊：JR出門網 - 西日本旅客鐵道